# Història de l'organització territorial del poder a Espanya
La història de l'organització territorial del poder a Espanya es caracteritza per un procés del pas de la centralització a l'estat regional.

## Fi del feudalisme

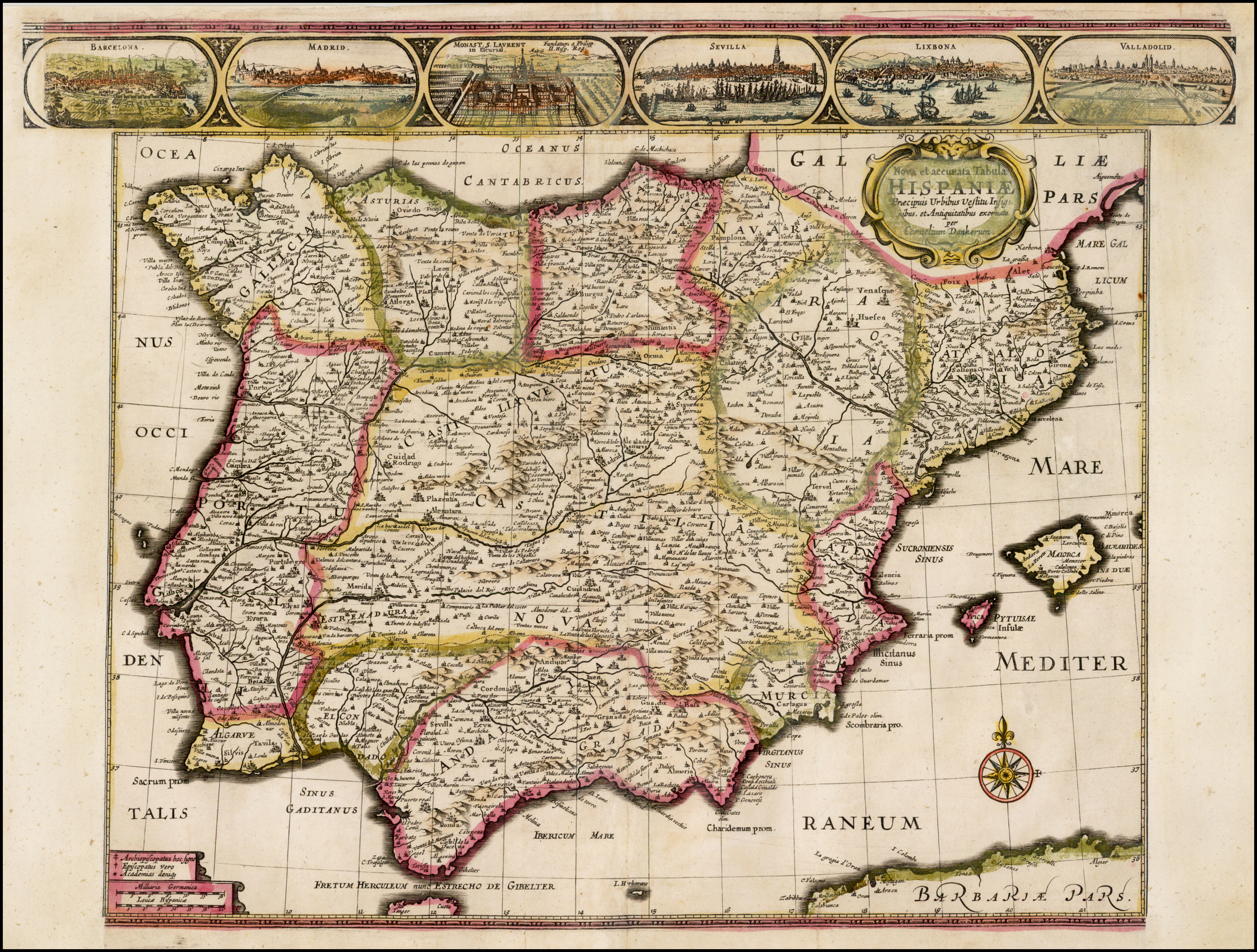
Mapa d'Espanya (1640)

Amb la formació d'un estat modern, a Espanya desapareix el feudalisme a nivell militar, administrariu i polític. Es va convertint en un procés unificador intern alhora que un imperi. Aquest centralisme conviu amb un respecte a les "singularitats d'alguns dels seus territoris".
L'expansió territorial es realitza principalment cap al continent americà i cap a Orient, on xoca amb l'Imperi Turc.
Espanya, junt a França, són els dos exemples més representatius del model de l'Estat de la monarquia absoluta. El rei té poder ilimitat restringit en part per furs i privilegis atorgats a ciutats o territoris subestatals.
Els Reis Catòlics iniciaren un procés d'uniformització administrativa al territori estatal.

## Centralisme
Amb l'Espanya dels Borbons es va fer una centralització en l'àmbit polític i administratiu. Era la construcció d'un estat unitari i centralista. Durant aquest procés, van haver-hi ressistències a la unificació i homogeneïtzació. El centralisme desenvolupar-se de manera més importat durant el segle xix, per la influència de la Revolució francesa, el primer Napoleó i la formació dels estats liberals. És durant la segona meitat del segle xix quan es van fer manifestacions per la defensa de drets territorials (principalment econòmics) que "no havien sigut abolits expressament o que havien romàs en estat latent mitjançant un reconeixement tàcit o amb el reconeixement per part del poder central de l'Estat". Aquests moviments no poden considerar-se foralistes (per la defensa de drets civils i mercantils coneguts com a furs).
Espanya va esdevenir un estat federal durant el breu període de la Primera República (1873-1874), caracteritzat per un cantonalisme radical.
Durant el segle xix hi hagué un constant debat respecte l'autonomia local entre les posicions dels progressistes i els moderats. Els primers defenien una major descentralització i els segons el contrari.
Els últims anys del segle xix i al principi del segle xx, van sorgir moviments regionalistes i nacionalistes i reflexions contra el centralisme. Destaca el cas de Catalunya i el País Basc, sent el moviment català més regionalista i pacífic mentre que el basc ha sigut més independentista i on hi ha hagut més moviments violents des d'aleshores fins al llarg del segle xx.

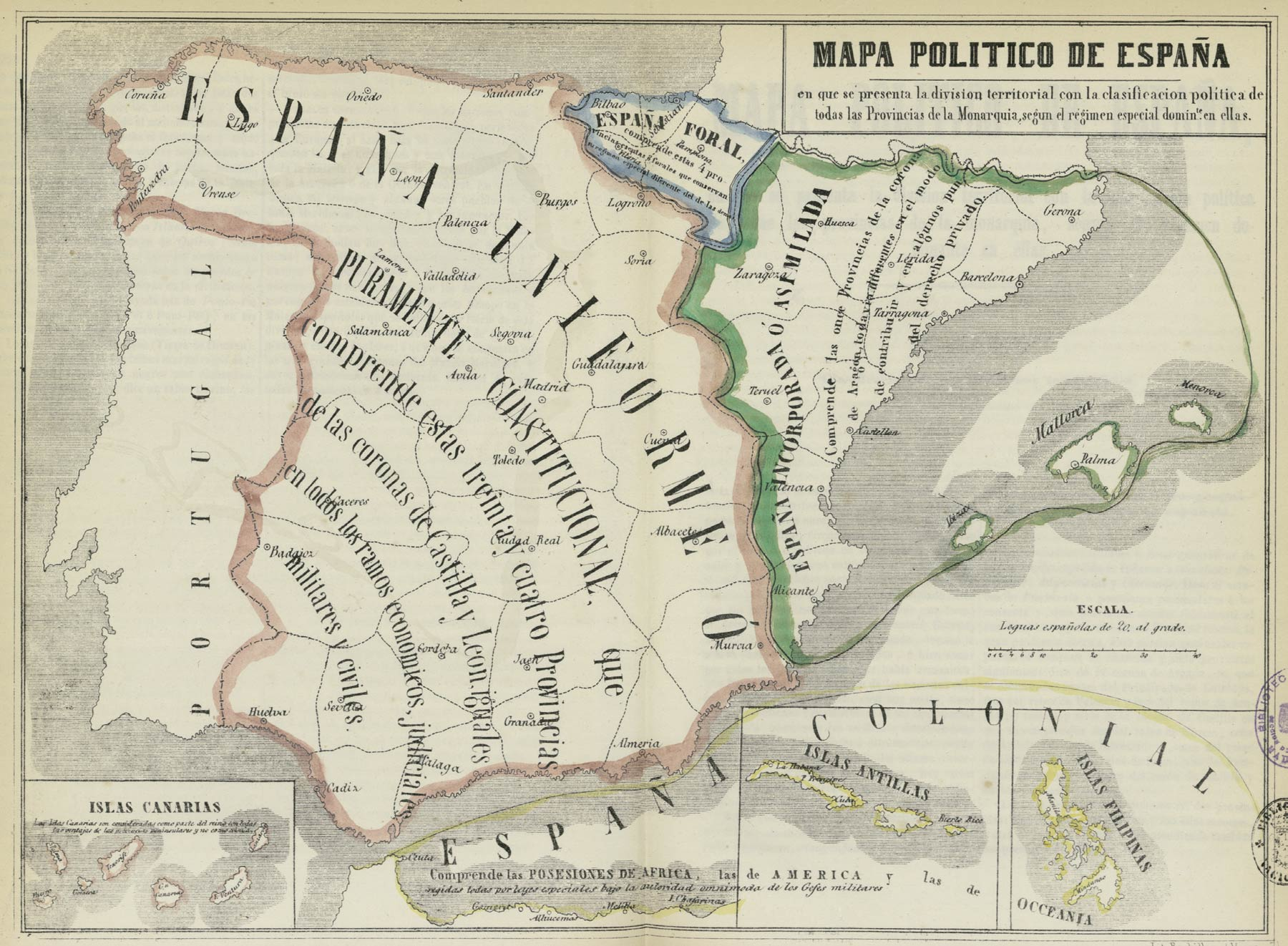
Mapa polític d'Espanya, 1850

El 8 de març de 1885 es publicà Memòria en Defensa dels interessos morals i materials de Catalunya, on es recull el concepte de regió com a estructura organitzativa política. Altres publicacions sobre l'organització territorial espanyola es van publicar entre el 1884 (Moret) i el 1913 (Dato).
El poder espanyol va perdre les últimes colònies americanes, provocant la crisi de 1898. En aquesta crisi hi hagué un convenciment generalitzat de dubtes de l'eficàcia del centralisme. A Catalunya, amb relació a aquest fenomen, va experimentar una intensificació del regionalisme per part de la burgesia que desconfia del govern madrileny i la burocràcia central per al desenvolupament econòmic nacional, que estava molt endarrerit respecte la catalana. Les respostes del govern central va ser inadequat, provocant el creixement de la demanda de descentralització i el nacionalisme català.
El Reial Decret de 26 d'octubre de 1901 establí que les competències locals en educació primària i secundària passaven a ser de l'estat central.
L'evolució de l'organització de l'Estat espanyol va anar evolucionant cap a la ruptura del model d'estat unitari-centralista.
El 1925, durant la dictadura de Primo de Rivera, es van establir els Estatuts municiapls de 1924 i provincials de 1925, una forma solament nominal de descentralització sense implantació real.
Durant la Segona República Espanyola, la Constitució espanyola de 1931 va recollir les aspiracions de les distintes comunitats culturals i lingüístiques que hi ha dins l'estat espanyol amb l'Estat ingral, caracteritzat per: mantenir el unitat política d'Espanya com a estat i nació alhora que reconeix tres regions autònomes (Catalunya, País Basc i Galícia) amb autonomia política fonamentada amb la pròpia constitució més els seus estatuts.
La dictadura franquista acabà amb el que proposava la Constitució del 1931 i instaurà un model nacional centralista a gust del nacionalisme espanyol. El poder polític descansava sobre un sol polític i un sol sindicat. Els únics territoris que es van salvar de la centralització foren Navarra i Àlaba, amb la recompensa del Reial Decret de 23 de juny de 1937 per la seua participació en la "causa nacional". Aquestes administracions van ser eficients.
La dictadura entra en declivi amb el sorgiment de les noves classes mitjanes urbanes i l'intercanvi cultural ocorregut per l'emigració i el turisme massiu que entrava al país, aquests dos fenòmens ocorreguts durant els últims anys de la dictadura per l'aperturisme i el desenvolupament de la indústria. Altres fenòmens contribuïren al declivi: el desgast de la burocràcia, els conflictes interns de les famílies del franquisme i un moviment obrer i de joves crítics amb el sistema polític. Aquest declivi entrava en manifest amb la Llei Orgànica de l'Estat, que era una "operació de maquillatge polític i de modernització de les velles estructures ideològiques que sobreviuen des de la posguerra".
A partir del 1968, comença a gestar-se una voluntat de diàleg entre els corrents polítics que volen canviar el sistema polític i social i les persones de les institucions franquistes disposades a dialogar. En els últims anys de la dictadura es van formar meses de negociació política, on hi van participar-hi sempre partits democràtics dels nacionalismes perifèrics. Aquestes meses donarien lloc als partits polítics que portarien endavant la Transició democràtica espanyola i l'elaboració de la Constitució de 1978. És a dir, l'eixida pactada i democràctica de la dictadura.
En aquest canvi de sistema polític entrà també el canvi de l'organització territorial del poder, deixant el vell model centralista. Ja que el model centralista vell arrossegava problemes per a la convivència del pluralisme cultural i lingüístic, es va pensar en un model que donara resposta a les aspiracions d'autogovern que feien expresses determinades nacionalitats i comunitats històriques de l'estat espanyol.
El centralisme no era tan eficient com esperaven qui l'implantaren.

### Transició democràtica espanyola (1975-1978)
La Transició comença amb el nomenament d'Adolfo Suárez González com a President del Govern espanyol i l'aprovació de la Llei Fonamental per a la Reforma Política (4 de gener de 1977), llei que modificava parts de les Lleis Fonamentals del franquisme permetent les eleccions d'un Parlament de dos cambres pluralista.
El 15 de juny de 1977 es van celebrar les primeres eleccions generals espanyoles lliures després de la dictadura. Les Corts elegides (Congrés i Senat) es convertiren en constituents, qui farien la Constitució de 1978 entre el 1977 i 1978. Aquests debats no van transcórrer especialment dins les cambres, sinó fora.
L'elaboració de la Constitució va durar un any i mig. Les discussions al voltant de les autonomies foren les més apassionades i les que "més arriscaven el futur democràtic d'Espanya". En canvi, l'autonomia provincial i local va tindre una importància secundària.
Durant aquest període, els constituents rebutjaren el model federal però, inspirats pel model de la Segona República Espanyola, optaren pel model integral, que combina l'estat central on resideix la sobirania amb l'existència de tres regions autònomes. Respongueren a la pressió i demanda per part dels catalans i els bascos per aconseguir autonomia. Aquests comptaven amb suport popular i representació en partits polítics.
L'esquerra democràtica i els sindicats i moviments socials progressistes tenien una orientació pel federalisme, arribant a comptar alguns a tindre en els seus programes el dret a l'autodeterminació. L'autonomisme era principalment un cas català i basc, essent minoritari en els altres territoris.
Alhora es plantejà per a la Constitució les condicions d'accés a l'autonomia política, el que suposaria una nova organització territorial del poder a Espanya. Els sectors més reaccionari del que era l'aparell franquista i de la dreta d'Alianza Popular van ser els únics que s'hi oposaren. Es va restablir de manera provisional l'autogovern basc i català amb una preautonomia mitjançant decrets llei, unint-se altres regions: el 1977 el català i el 1978 el basc, gallec, aragonès, canari, valencià, andalús, balear, extremeny, castellanolleonès, asturià, murcià i el de Castella-la Manxa. Aquests decrets llei eren molt similars al que atorgava la preautonomia a Catalunya, excepte el basc que incorporava les singularitats dels furs.
L'experiència de les preautonomies permeté comprovar que era compatible distribuir el poder de l'Estat en les regions amb la unitat nacional.
Miquel Roca Junyent, polític representant de les posicions moderades autonomistes digué:
...hui la veritat és que ja no és sostenible la visió d'un Estat unitarista i centralista; hui Espanya es recupera democràcticament en la definició d'un Estat integrador de diferents nacionalitats a la recerca de la seua personalitat maltractada i ignorada i d'unes regions en cerca d'una efectiva descentralització.

( «Una primera aproximación al debate constitucional». A: La izquierda y la Constitución.  Barcelona: Taula de Canvi, 1978, p. 43.)

## Període de l'Estat autonòmic (1978-)

Règim d'accés estatutari segons comunitat i any d'aprovació del primer estatut
Via Lenta - Autonomia Reduïda (art. 143)
Via Especial - Nacionalitats Històriques (art. 151)
Via Excepcional - Amillorament del Fur, Ceuta i Mellilla (art. 144)

A partir de l'aprovació de la Constitució espanyola de 1978 es va establir un model d'estat regional: sobre un estat unitari es concedeix autonomia a territoris subestatals (regions, províncies i municipis) sense sobirania. Així i tot, la Constitució no explicita un model de l'Estat definitiu sinó que es limita a permetre, sentant les bases, el model d'estat regional, anomenat de les autonomies, amb la possibilitat de coexistir amb una part del territori seguint una estructura unitària i centralista.
També destaca l'autonomia local establida per la Constitució per als ens locals (municipis i províncies). Aquesta autonomia era establida deixant al legislador determinar quines serien les competències per a aquests.
La descentralització política i administrativa es materialitza en la comunitat autònoma, la qual suposa potestat legislativa (amb els parlaments autonòmics) i executiva (els governs autonòmics). Els territoris accedeixen a l'autonomia mitjançant tres possibles procediments d'iniciativa, dos procediments d'elaboració d'un estatut d'autonomia i l'aprovació d'aquest. Les competències de les comunitats autònomes són distintes en el seu tipus i en les competències que assumeix.
L'Estat de les Autonomies es va anar construint per part del partit del Govern i el Govern espanyols segons allò que es demanava i les necessitats que s'entenien en el moment, sense cap pla estratègic.
Durant el temps que es va crear i el temps posterior, el model d'estat ha suposat un aspecte dels més problemàtics per a la conformació de l'Estat espanyol actual. La Constitució no establia l'obligació als territoris de l'Estat espanyol de constituir-se en comunitats autònomes ni tampoc de constituir-se en comunitats autònomes amb una autonomia simètrica entre aquestes. Així i tot, amb els Pactes Autonòmics de 1992 (fets entre el govern estatal i el Partit Popular i el PSOE) es va establir una situació de simetria.
La Constitució implica una complexitat i ambigüitat respecte les autonomies. Així, el Títol VIII aporta un sistema de relacions entre l'Estat central i les Comunitats Autònomes que depén excessivament de la dinàmica política. Muñoz Machado explicà les tres conseqüències:
- La Constitució "no aporta una imatge completa del sistema".
- No hi ha regles de l'organització clares, deixades per a desenvolupar-les posteriorment.
- Les regles constitucionals sobre l'estructura de l'Estat han de ser ambivalents respecte els dos tipus d'organització territorial.

A més, la Constitució, respecte l'organització territorial del poder, estableix que: Espanya és una estat nació indivisible i indisoluble (art. 1.1) on la sobirania resideix en el poble espanyol (art. 2) i que aquest estat està caracteritzat per una pluralitat de nacionalitats i regions, projectada políticament amb les comunitats autònomes (art. 2) i que aquestes han de relacionar-se seguint els principis d'igualtat i solidaritat territorials (art. 2). També prohibeix les federacions entre comunitats autònomes (art. 145.1) pensant així en no trencar l'equilibri territorial. Les comunitats autònomes es regiran per una norma institucional bàsica (l'estatut d'autonomia) que determina les seues institucions i les competències (art. 147) i que és una llei orgànica (art. 81) i segueix un procediment d'elaboració (arts. 146 i 151). Les comunitats autònomes que havien accedit a un tipus de menor grau d'autonomia (autonomia de segon grau) podien, transcorreguts cinc anys, ampliar les seues competències assumides mitjançant la reforma de l'estatut. La divisió dels poders de les regions no arriba al poder judicial, el qual es de competència estatal (arts. 152 i 117).
Malgrat això, les preautonomies establides durant la Transició serviren per generar el mapa autonòmic.
El mapa de l'organització territorial del poder a Espanya quedaria establit amb 17 comunitats autònomes i 2 ciutats autonòmiques. La cronologia de la seua aparició fou la següent:
- 18 de desembre de 1979: País Basc i Catalunya (via disposició transitòria segona de la Constitució i art. 151.2 CE).
- 6 d'abril de 1980: Galícia (via disposició transitòria segona de la Constitució i art. 151.2 CE).
- 30 de desembre de 1981: Andalusia (via art. 151.2 CE),[45] Astúries i Cantàbria (via art. 143 CE)[47][46]
- 9 de juny de 1982: La Rioja i Múrcia.[47][46]
- 1 de juliol de 1982: País Valencià (via art. 143).
- 31 de juliol de 1981: Acords Autonòmics de 1981, fet entre UCD i PSOE per al desenvolupar les autonomies seguint un ordre.
- 10 d'agost 1982: Navarra (via disposició addicional primera de la Constitució), Aragó, Castella-la Manxa, i Canàries (via art. 143 CE).[47][46]
- 25 de febrer de 1983: Extremadura, Illes Balears, Madrid i Castella i Lleó (via art. 143 CE).[47][46]
- 13 de març de 1995: Ceuta i Melilla.[48]

Després de la constitució d'Andalusia com a comunitat autònoma, altres territoris (Canàries i País Valencià, entre altres) intentaren seguir el procediment de la via ràpida, però es van trobar amb els obstacles dels Acords Autonòmics de juliol de 1981 entre el govern i el partit de l'oposició, PSOE, que establien una racionalització i ordenació del procés de transformació a estat de les autonomies. Açò implicà que la resta de comunitats autònomes foren obligades a passar per la via lenta.
El 1982 es va crear un projecte de llei, el Projecte de Llei orgànica d'Harmonització del Procés Autonòmic, que no tingué prou suport i fou anul·lat per la Sentència del Tribunal Constitucional 76/1993. Aquest projecte llei passaria parcialment a la Llei 12/1983, de 14 d'octubre, del Procés Autonòmic, amb abast molt limitat en comparació al projecte de llei anul·lat.
El 1982 es van fer dos lleis de transferència: la Llei Orgànica 11/1982, de 10 d'agost, de transferència complementària a Canàries (LOTRACA) i la Llei Orgànica 12/1982, de 10 d'agost, de transferència a la Comunitat Valenciana de competències en matèria de titularitat estatal (LOTRAVA). Aquestes lleis atribuïen competències que malgrat estar incloses als estatuts d'autonomia no poden ser exercides a causa de la limitació establerta a l'article 128.2 de la Constitució. Per tant, aquestes lleis de transferència acceleraven l'igualació del nivell competencial amb altres comunitats autònomes sense haver de transcórrer cinc anys.
A partir de 1989, havien passat cinc anys des dels últims estatuts d'autonomia aprovats. Els partits polítics estatals principals d'aleshores, el Partit Popular i el PSOE, pactaren el febrer de 1992 (Acords Autonòmics de 1992) per augmentar les competències de les autonomies de segon grau perquè foren equiparables a les de primer grau. El procés s'inicià amb la Llei Orgànica 9/1992 (Llei de transferència per a l'equiparació de les Comunitats Autònomes denominades de via lenta a les d'autonomia plena), es desenvolupà amb les reformes dels estatuts ocorregudes el març de 1994 i entre 1996 i 1999. Fruit també d'aquest procés va ser que el 13 de març de 1995 s'aprovaren els estatuts d'autonomia de les ciutats autònomes que eren Ceuta i Melilla.
La comunitat autònoma gallega va tindre una ampliació competencial mitjançant la Llei Orgànica 16/1995, de 27 de desembre, de transferència de competències a la Comunitat Autònoma Gallega.
Durant la dècada de 1990, tingué lloc el moviment reformador que buscava clarificar les competències dels ens locals. El moviment anomenat Pacte Local va sorgir de l'assemblea de la Federació Espanyola de Municipis i Províncies (FEMP) de 1993 a la Corunya. El 1995, una assemblea de la FEMP creà la Comissió per al Pacte Local. El govern central constituït en les eleccions generals de 1996 assumí tirar endavant aquest pacte. El setembre de 1996 la FEMP aprovà un document que recollia 96 peticions relatives a l'administració local. L'acord entre el govern espanyol i la FEMP (Acord per al Desenvolupament del Govern Local) es formalitzà, cosa que donà lloc a la Llei 1/1999, de 21 d'abril, de modificació de la llei 7/1985, Reguladora de les Bases del Règim Local i altres lleis. Aquestes lleis atribuïren més atribucions als presidents de les diputacions provincials i reforçaren l'autonomia local.
Més endavant, la Llei 57/2003, de 16 de desembre, de Mesures per a la Modernització del Govern Local potencià la participació ciutadana als ens locals i alhora no ajudà al concretament de les competències dels ens locals.
La fi o límit de l'assumpció de les competències a nivell autonòmic va quedar establida amb la sentència del Tribunal Constitucional respecte la reforma de l'estatut d'autonomia català de 2006 (31/2010). La situació quedava amb l'única possibilitat d'avançar mitjançant la reforma de la constitució.